# Sanpellegrino
Sanpellegrino S.p.A. est une société italienne, fondée en 1899, située à San Pellegrino Terme dans la province de Bergame, qui exploite l'eau minérale S. Pellegrino et des sodas.
S. Pellegrino, qui a aujourd'hui son siège à Milan (les unités de production sont toutefois toujours à San Pellegrino Terme), contrôle de nombreuses autres marques dans le secteur des eaux minérales (par exemple Levissima, Recoaro) pour le compte de la multinationale agroalimentaire Nestlé.

## Historique
L'avocat milanais Cesare Mazzoni fonde en 1899 la Società Anonima delle Terme di San Pellegrino. Le siège social se trouvait initialement dans la ville de San Pellegrino Terme, où se trouve la source éponyme.  
En 1932, Sanpellegrino introduit l'arôme orangeade. D'autres arômes seront par la suite développés, notamment limonade, bitter et chinotto.
En 1970, l'entreprise est renommée Sanpellegrino S.p.A. 
En 1988, S. Pellegrino devient la première[réf. nécessaire] marque d'eau italienne exportée en France. En 1997, Sanpellegrino S.p.A. est acheté par Nestlé. 
En 2016, en France, il existe six types de Sanpellegrino aromatisée par des fruits ou des plantes aromatiques. La même année dans le monde, c'est dix-sept types,.

## Propriétés
- Eau plate avec adjonction de gaz carbonique naturel[6].
- Température de l'eau à la source : 22,2 °C.
- Conductibilité électrique spécifique à 20 °C : 1 125 μS/cm.

| Relevé le 8 juillet 2011[réf. souhaitée] | Analyse du 18 juin 2015 |
| --- | --- |
| - résidu sec à 180 °C : 915 - ion sulfate 430 - ion hydrogénocarbonate 245 - ion calcium 174 - ion magnésium 51,4 - ion sodium 33,3 - ion potassium 2,2 - ion strontium 2,8 - silice 7,1 - ion chlorure 52,0 - ion nitrate 2,6 - fluorures 0,5 | - résidu sec à 180 °C : 854 - ion sulfate 402 - ion hydrogénocarbonate 243 - ion calcium 164 - ion magnésium 49,5 - ion sodium 31,2 - ion potassium 2,2 - ion strontium 2,7 - silice 7,1 - ion chlorure 49,4 - ion nitrate 2,9 - fluorures 0,5 |